# David Dukes
David Dukes (* 6. Juni 1945 in San Francisco, Kalifornien als David Coleman Dukes; † 9. Oktober 2000 in Lakewood, Washington) war ein US-amerikanischer Schauspieler, der von 1970 bis 2000 in rund 100 Film- und Fernsehproduktionen mitspielte, darunter Filme wie Ich liebe dich – I love you – je t'aime, Die erste Todsünde, An einem Morgen im Mai, The Men's Club, Verabredung mit einem Engel, Gods and Monsters und Stephen Kings Haus der Verdammnis.

## Leben und Karriere
David Coleman Dukes wurde 1945 in San Francisco im Bundesstaat Kalifornien geboren. Dukes, der früh beschlossen hatte Schauspieler zu werden, studierte Schauspiel in San Francisco am American Conservatory Theater. Seine Schauspiellaufbahn begann er schließlich 1970 in Hollywood in einer Nebenrolle in der Westernserie Die Leute von der Shiloh Ranch.
In seiner über 30-jährigen Schauspielerkarriere spielte er zahlreiche Charakterrollen, unter anderem in George Roy Hills romantischer Komödie Ich liebe dich – I Love You – Je t’aime (1979), in Brian G. Huttons Thriller Die erste Todsünde (1980), in Glenn Jordans Komödie Mrs. Hines und Tochter (1981), in Stanley R. Jaffes Mysteryfilm An einem Morgen im Mai (1983), in Peter Medaks Drama The Men’s Club (1986), in Tom McLoughlins Fantasykomödie Verabredung mit einem Engel (1987), in Alan J. Pakulas Drama Zweites Glück (1989) oder in Bill Condons Literaturverfilmung Gods and Monsters (1998).
David Dukes erlag am 9. Oktober 2000 im Alter von 55 Jahren am Drehort in Lakewood einem Herzinfarkt. In der US-amerikanischen Fernsehminiserie Stephen Kings Haus der Verdammnis hatte er seinen letzten Auftritt. Sie wurde ihm 2002 posthum gewidmet.
Nach seinem Tod wurde das „David Coleman Dukes Memorial“-Stipendium an der University of Southern California School of Theatre gegründet. Es wird jährlich für vorbildliches Engagement im Schauspiel in seinem Namen vergeben.
David Dukes war zweimal verheiratet. Die Ehe mit Carolyn L. McKenzie dauerte von 1965 bis 1975, die Ehe mit Carol Muske-Dukes hielt bis zu seinem Tod im Oktober 2000. Sein Grab befindet sich auf dem Forest Lawn Memorial Park in Glendale.

## Filmografie (Auswahl)

### Kino
- 1970: Blutige Erdbeeren (The Strawberry Statement)
- 1975: The Wild Party
- 1979: Ich liebe dich – I Love You – Je t’aime (A Little Romance)
- 1980: Die erste Todsünde (The First Deadly Sin)
- 1981: Mrs. Hines und Tochter (Only When I Laugh)
- 1983: An einem Morgen im Mai (Without a Trace)
- 1986: The Men’s Club
- 1986: Rawhead Rex
- 1987: Catch the Heat
- 1987: Verabredung mit einem Engel (Date with an Angel)
- 1988: Tödliche Gier (Deadly Intent)
- 1989: Zweites Glück (See You in the Morning)
- 1990: Mörderische Hitze (The Rutanga Tapes)
- 1990: Die Geschichte der Dienerin (The Handmaid's Tale)
- 1991: D.O.G. Verbotene Tricks (Under Surveillance)
- 1993: Mein Freund, der Entführer (Me and the Kid)
- 1996: Fled – Flucht nach Plan (Fled)
- 1997: Der Hollywoodkiller (Tinseltown)
- 1998: Gods and Monsters
- 1998: Slappy und die Rasselbande (Slappy and the Stinkers)
- 1998: Can I Play? (Kurzfilm)
- 1999: Märchenprinz verzweifelt gesucht (Goosed)
- 2000: Am Ende steht der Tod (Tick Tock)
- 2001: Sex and a Girl – Dein erstes Mal vergisst Du nie! (Alex in Wonder)

### Fernsehen
- 1970: Die Leute von der Shiloh Ranch (Fernsehserie, eine Episode)
- 1974: CBS Daytime 90 (Fernsehserie, eine Episode)
- 1974: Harry-O (Fernsehserie, eine Episode)
- 1974: Cannon (Fernsehserie, eine Episode)
- 1975: Great Performances (Fernsehserie, eine Episode)
- 1975: Beacon Hill (Fernsehserie, eine Episode)
- 1975: Valley Forge (Fernsehfilm)
- 1976: The Jeffersons (Fernsehserie, eine Episode)
- 1976: One Day at a Time (Fernsehserie, eine Episode)
- 1977: Make-up und Pistolen (Fernsehserie, eine Episode)
- 1977: Eine amerikanische Familie (Fernsehserie, eine Episode)
- 1974–1977: Police Story (Fernsehserie, zwei Episoden)
- 1977: Handle with Care (Fernsehfilm)
- 1977: Barney Miller (Fernsehserie, eine Episode)
- 1977: All in the Family (Fernsehserie, zwei Episoden)
- 1977: Harold Robbins’ 79 Park Avenue (Fernsehminiserie)
- 1978: Herzbube mit zwei Damen (Fernsehserie, eine Episode)
- 1978: Hawaii Fünf-Null (Fernsehserie, eine Episode)
- 1978: Zwei Ladies im Wilden Westen (Go West, Young Girl) (Fernsehfilm)
- 1978: The Many Loves of Arthur (Fernsehfilm)
- 1978: Feuer aus dem All (A Fire in the Sky) (Fernsehfilm)
- 1979: Some Kind of Miracle (Fernsehfilm)
- 1979: Feuerfalle (The Triangle Factory Fire Scandal) (Fernsehfilm)
- 1979: Durch die Hölle nach Westen (How the West Was Won) (Fernsehminiserie)
- 1979: Mayflower: The Pilgrims’ Adventure (Fernsehfilm)
- 1980: Portrait of a Rebel: The Remarkable Mrs. Sanger (Fernsehfilm)
- 1982: Wenn Märchen wahr werden (Miss All-American Beauty) (Fernsehfilm)
- 1983: Der Feuersturm (The Winds of War) (Fernsehminiserie)
- 1984: Sentimental Journey (Fernsehfilm)
- 1984: George Washington (Fernsehminiserie)
- 1984: Cat on a Hot Tin Roof (Fernsehfilm)
- 1984: Der Hitchhiker (Fernsehserie, eine Episode)
- 1985: Space (Fernsehminiserie)
- 1985: Unbekannte Dimensionen (Fernsehserie, eine Episode)
- 1985: Kane & Abel (Fernsehminiserie)
- 1986: Tall Tales & Legends (Fernsehserie, eine Episode)
- 1986: Alfred Hitchcock zeigt (Fernsehserie, eine Episode)
- 1988: American Playhouse (Fernsehserie, eine Episode)
- 1988–1989: Feuersturm und Asche (War and Remembrance) (Fernsehminiserie)
- 1989: Mord um Mitternacht (Turn Back the Clock) (Fernsehfilm)
- 1990: The Bakery (Fernsehfilm)
- 1990: Snow Kill (Fernsehfilm)
- 1991: In der Gewalt der anderen (Held Hostage: The Sis and Jerry Levin Story, Fernsehfilm)
- 1991: Die Josephine-Baker-Story (The Josephine Baker Story, Fernsehfilm)
- 1991: Der Fall Marie Hilley (Wife, Mother, Murderer) (Fernsehfilm)
- 1991–1993: Ein Strauß Töchter (Fernsehserie, neunzehn Episoden) als Wade Halsey
- 1992: Spies (Fernsehfilm)
- 1992: Der Schatten des Mörders (She Woke Up) (Fernsehfilm)
- 1992: Look at It This Way (Fernsehminiserie)
- 1993: … und das Leben geht weiter (And the Band Played On) (Fernsehfilm)
- 1993: Time Trax – Zurück in die Zukunft (Fernsehserie, eine Episode)
- 1993–1995: Die Super-Mamis (Fernsehserie, siebenundzwanzig Episoden) als Jack Larson
- 1995: Mord nach der Geburt (The Surrogate) (Fernsehfilm)
- 1996: Marilyn – Ihr Leben (Norma Jean & Marilyn) (Fernsehfilm)
- 1997: Diagnose: Mord (Fernsehserie, eine Episode)
- 1997: Letztes Gefecht am Saber River (Last Stand at Saber River) (Fernsehfilm)
- 1997: Pauly (Fernsehserie, sieben Episoden)
- 1998: Der Liebesbrief (The Love Letter) (Fernsehfilm)
- 1998: Die Seele der Partei – Die Pamela Harriman Story (Life of the Party: The Pamela Harriman Story) (Fernsehfilm)
- 1999: Practice – Die Anwälte (Fernsehserie, eine Episode)
- 1999: Eine himmlische Familie (Fernsehserie, eine Episode)
- 1999: Im Fadenkreuz des Todes (Supreme Sanction, Fernsehfilm)
- 1999: Sliders – Das Tor in eine fremde Dimension (Sliders, Fernsehserie, eine Episode)
- 1999: Ally McBeal (Fernsehserie, eine Episode)
- 1999: Snoops – Charmant und brandgefährlich (Fernsehserie, eine Episode)
- 1999–2000: Dawson’s Creek (Fernsehserie, sieben Episoden)
- 2000: Frauenpower (Fernsehserie, eine Episode)
- 2000: Law & Order (Fernsehserie, eine Episode)
- 2001: The Lot (Fernsehserie, eine Episode)
- 2002: Stephen Kings Haus der Verdammnis (Rose Red) (Fernsehminiserie)

## Auszeichnungen
- 1977: Joseph-Jefferson-Award-Nominierung in der Kategorie Principal Role in a Play für Design for Living, am Goodman Theatre in Chicago, Illinois
- 1980: Tony-Award-Nominierung in der Kategorie Best Actor – Featured Role – Play für Bent, von Martin Sherman